# Hipólito Pérez Calvo
Hipólito Pérez Calvo (Bercianos de Vidriales, Zamora, 17 de agosto de 1936 - Zamora,  6 de octubre de 2009) fue un profesor y escultor español perteneciente a la Escuela castellana de escultura del siglo XX.

## Biografía
Nacido en Bercianos de Vidriales en 1936, ingresó en la Escuela de Artes y Oficios de Zamora en 1951, decantándose por la madera y la talla decorativa. En 1952 pasó a la Escuela de Artes y Oficios de Madrid, y en 1954 entró en la Escuela Superior de Bellas Artes de San Fernando. Compaginó su formación académica formal con las enseñanzas del ebanista Tomás García, del que fue aprendiz y gracias al que dominó las técnicas de la talla, y del catedrático de Física paisano suyo Justiniano Casas, con quien practicaba pintura los domingos. Durante estos años fue becado por la Organización Sindical de Artesanía de Zamora y la Diputación Provincial de Zamora.
Entre 1960 y 1963 trabajó como profesor ayudante de dibujo en dos institutos madrileños. Volvió a Zamora, donde se dedicó a la docencia en el Instituto "María de Molina" y la Escuela Universitaria del Profesorado de E.G.B., compaginándolo con el trabajo en su taller. Entre 1974 y 1978 fue director del Museo Provincial de Bellas Artes entre 1974 y 1978. Trasladado a Salamanca formó parte de la plantilla que inició la andadura de la Facultad de Bellas Artes, impartiendo clases de escultura.  En la Universidad de Salamanca fue director del Departamento de Historia del Arte-Bellas Artes. En 1991 obtuvo el doctorado con la tesis “Imaginería de la Semana Santa zamorana: Expresiones anatómicas”.

## Obra
Su obra es fundamentalmente figurativa, destacando sus obras de escultura urbana para distintos puntos de Castilla y León, y su producción religiosa.
Dentro de la escultura urbana se encuentran el monumento al Maestro (1972), monumento a Félix Rodríguez de la Fuente (1984), monumento a Ignacio Sardá (1996) y monumento a Ramón Álvarez (2000) en Zamora. Desnudo femenino (1977) y monumento al maestro Francisco Salinas (1993) en Salamanca. El busto de Mateo Hernández (1999) en Béjar. El monumento a Ángel Riesco (2001) en Bercianos de Vidriales.
En cuanto a obra religiosa realizó las imágenes de Nuestra Señora de las Fuentes (1990) para la iglesia de Nuestra Señora de las Fuentes, Madrid, un Cristo en la Cruz (1998) para la Iglesia de Valdescorriel y San Lucas del Espíritu Santo (1998) para Carracedo de Vidriales. En cuanto a imágenes relacionadas con la Semana Santa talló la Virgen de la Soledad (1958) y Cristo cargando con la Cruz (1983) para la Cofradía de Jesús y Ánimas de la Campanilla de Toro, Las Tres Marías y San Juan (1972) para la Cofradía de Jesús Nazareno de Zamora, la imagen de San Juan Camino del Calvario (1976) de la Cofradía de Nuestro Padre Jesús Nazareno de La Bañeza,  María Nuestra Madre (1987) para la Hermandad del Cristo del Amor y la Paz de Salamanca, Jesús de Luz y Vida (1989) para la Hermandad de Jesús de Luz y Vida de Zamora y los pasos de La Tercera Palabra (1994) y Cristo Crucificado (2004) de la Cofradía de Las Siete Palabras de León. También realizó para Zamora las mesas procesionales del Cristo de San Frontis de la Cofradía de Jesús del Vía Crucis y la mesa de Nuestra Madre de Cofradía de Nuestra Madre de las Angustias.